# Hans Blum (Maler)

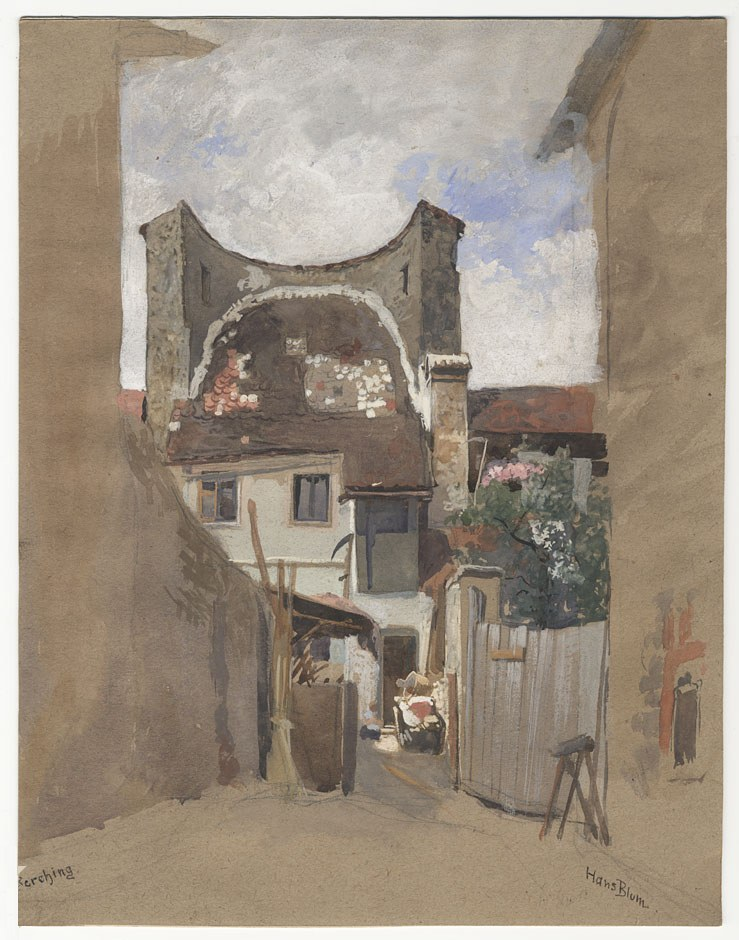
Gouache von Hans Blum: Berching – An der Stadtmauer

Hans Blum (* 23. Januar 1858 in Nürnberg; † 13. April 1942 in München) war ein deutscher Maler.
Blum studierte an der Münchener Akademie der Schönen Künste bei Ludwig von Löfftz und Ludwig Lindenschmit den Jüngeren. Er war Porträtist in Nürnberg und wandte sich später der Genremalerei zu, die er in der Art der Freilichtmalerei ausführte. Später wurde Blum Professor an der Kunstgewerbeschule München. Er war auch Architektur- und Landschaftsmaler.